# Peter Francis
Peter Francis (* 22. Dezember 1936) ist ein ehemaliger kenianischer Mittelstreckenläufer, der sich auf die 800-Meter-Distanz spezialisiert hatte.
Bei den British Empire and Commonwealth Games 1962 in Perth wurde er Vierter über 880 Yards und Fünfter mit der kenianischen 4-mal-440-Yards-Stafette. Über eine Meile scheiterte er im Vorlauf.
1964 schied er bei den Olympischen Spielen in Tokio in der ersten Runde aus.
Bei den Afrikaspielen 1965 gewann er Bronze über 800 m, und bei den British Empire and Commonwealth Games 1966 in Kingston wurde er über 880 Yards Siebter.
Seine persönliche Bestzeit über 880 Yards von 1:48,9 min (entspricht 1:48,2 min über 800 m) stellte er am 17. Oktober 1962 in Nairobi auf.